# (1267) Geertruida
(1267) Geertruida – planetoida z pasa głównego asteroid okrążająca Słońce w ciągu 3 lat i 321 dni w średniej odległości 2,47 au. Została odkryta 23 kwietnia 1930 roku w Union Observatory w Johannesburgu przez Hendrika van Genta. Nazwa planetoidy pochodzi od imienia siostrzenicy G. Pelsa, asystenta w Sterrewacht Leiden, który obliczył orbitę planetoidy. Przed nadaniem nazwy planetoida nosiła oznaczenie tymczasowe (1267) 1930 HD.